# Collegio di South Derbyshire
South Derbyshire è un collegio elettorale inglese situato nel Derbyshire, nelle Midlands Orientali, rappresentato alla Camera dei comuni del Parlamento del Regno Unito. Elegge un membro del parlamento con il sistema first-past-the-post, ossia maggioritario a turno unico; l'attuale parlamentare è Samantha Niblett del Partito Laburista, che rappresenta il collegio dal 2024.

## Estensione

South Derbyshire dal 2010 al 2024

- 1832-1868: le centine di Appletree, Morleston and Litchurch, and Repton and Gresley, ed il Wapentake di Wirksworth non incluso nella divisione di Bakewell.[1]
- 1868-1885: le centine di Repton and Gresley, Morleston and Litchurch e Appletree.[2]
- 1885-1918: il Municipal Borough di Derby, le divisioni sessionali di Repton e Swadlincote, e parte delle divisioni sessionali di Ashbourne e Derby.
- 1918-1950: i distretti urbani di Alvaston and Boulton, Long Eaton e Swadlincote, i distretti rurali di Hartshorne and Seals e Shardlow, e parte del distretto rurale di Repton.
- 1983-1997: il distretto di South Derbyshire, e i ward della città di Derby di Boulton, Chellaston e Mickleover.
- 1997-2010: il distretto di South Derbyshire e i ward della città di Derby di Boulton e Chellaston.
- 2010-2024: il distretto di South Derbyshire.
- dal 2024: i ward del distretto di South Derbyshire di Aston; Church Gresley; Etwall; Linton; Melbourne; Midway; Newhall and Stanton; Repton; Seales; Stenson; Swadlincote; Willington and Findern e Woodville.[3]

Estensione di South Derbyshire dal 1997 al 2010

South Derbyshire copre il Derbyshire a sud della città di Derby, ed è circondato dallo Staffordshire e dal Leicestershire.
Il collegio fu creato in origine dopo il Reform Act 1832, quando il collegio di Derbyshire fu diviso in North Derbyshire e South Derbyshire.
L'attuale collegio fu creato nel 1983 da parti dei collegi di Derby North, Derby South, Belper e South East Derbyshire. Quando il Parlamento implementò i progetti della quarta revisione dei collegi di Westminster, redatta dalla Boundary Commission for England nel 1995 e con effetto dalle elezioni generali del 1997, il ward di Mickleover fu trasferito a Derby South. Fino all'entrata in vigore della quinta revisione dei collegi, approvata per le elezioni generali del 2010, il collegio perse i due ward della città di Derby, divenendo perfettamente sovrapponibile con il suo distretto.

## Membri del parlamento dal 1885
| Elezione | Elezione               | Deputato              | Partito               |
| -------- | ---------------------- | --------------------- | --------------------- |
|          | 1885                   | Henry Wardle          | Liberale              |
| 1892 (S) | Harrington Evans Broad |                       | Liberale              |
|          | 1895                   | John Gretton          | Conservatore          |
|          | 1906                   | Herbert Raphael       | Liberale              |
|          | 1918                   | Henry Holman Gregory  | Coalizione Liberale   |
|          | 1922                   | Henry Lorimer         | Conservatore          |
| 1924     | James Augustus Grant   |                       | Conservatore          |
|          | 1929                   | David Pole            | Laburista             |
|          | 1931                   | Paul Emrys-Evans      | Conservatore          |
|          | 1945                   | Arthur Champion       | Laburista             |
|          | 1950                   | Collegio abolito      | Collegio abolito      |
|          | 1983                   | Collegio ri-istituito | Collegio ri-istituito |
|          | 1983                   | Edwina Currie         | Conservatore          |
|          | 1997                   | Mark Todd             | Laburista             |
|          | 2010                   | Heather Wheeler       | Conservatore          |
|          | 2024                   | Samantha Niblett      | Laburista             |

## Elezioni

### Elezioni negli anni 2020
| Partito                    | Partito                                           | Candidato                  | Risultati 4 luglio 2024 | Risultati 4 luglio 2024 |
| Partito                    | Partito                                           | Candidato                  | Voti                    | %                       |
| -------------------------- | ------------------------------------------------- | -------------------------- | ----------------------- | ----------------------- |
|                            | Laburista                                         | Samantha Niblett           | 17 734                  | 38,77                   |
|                            | Conservatore                                      | Heather Wheeler            | 13 566                  | 29,66                   |
|                            | Reform UK                                         | Job West                   | 8 979                   | 19,63                   |
|                            | Lib Dem                                           | Lucy Care                  | 2 134                   | 4,67                    |
|                            | Verdi                                             | Aruhan Galieva             | 1 941                   | 4,24                    |
|                            | Indipendente                                      | Amy Wheelton               | 1 200                   | 2,62                    |
|                            | Laburista Socialista                              | Paul Liversuch             | 183                     | 0,40                    |
|                            |                                                   |                            |                         |                         |
| Iscritti                   | Iscritti                                          | Iscritti                   | 73 714                  | 100,00                  |
| ↳ Votanti (% su iscritti)  | ↳ Votanti (% su iscritti)                         | ↳ Votanti (% su iscritti)  | 45 737                  | 62,05                   |
| ↳ Astenuti (% su iscritti) | ↳ Astenuti (% su iscritti)                        | ↳ Astenuti (% su iscritti) | 27 977                  | 37,95                   |
|                            |                                                   |                            |                         |                         |
|                            | Esito: collegio passa da Conservatore a Laburista |                            |                         |                         |

### Elezioni negli anni 2010
| Partito                    | Partito                                   | Candidato                  | Risultati 12 dicembre 2019 | Risultati 12 dicembre 2019 |
| Partito                    | Partito                                   | Candidato                  | Voti                       | %                          |
| -------------------------- | ----------------------------------------- | -------------------------- | -------------------------- | -------------------------- |
|                            | Conservatore                              | Heather Wheeler            | 33 502                     | 62,76                      |
|                            | Laburista                                 | Robert Pearson             | 14 167                     | 26,54                      |
|                            | Lib Dem                                   | Lorraine Johnson           | 3 924                      | 7,35                       |
|                            | Verdi                                     | Amanda Baker               | 1 788                      | 3,35                       |
|                            |                                           |                            |                            |                            |
| Iscritti                   | Iscritti                                  | Iscritti                   | 79 365                     | 100,00                     |
| ↳ Votanti (% su iscritti)  | ↳ Votanti (% su iscritti)                 | ↳ Votanti (% su iscritti)  | 53 381                     | 67,26                      |
| ↳ Astenuti (% su iscritti) | ↳ Astenuti (% su iscritti)                | ↳ Astenuti (% su iscritti) | 25 984                     | 32,74                      |
|                            |                                           |                            |                            |                            |
|                            | Esito: collegio confermato a Conservatore |                            |                            |                            |

| Partito                    | Partito                                   | Candidato                  | Risultati 8 giugno 2017 | Risultati 8 giugno 2017 |
| Partito                    | Partito                                   | Candidato                  | Voti                    | %                       |
| -------------------------- | ----------------------------------------- | -------------------------- | ----------------------- | ----------------------- |
|                            | Conservatore                              | Heather Wheeler            | 30 907                  | 58,72                   |
|                            | Laburista                                 | Robert Pearson             | 18 937                  | 35,98                   |
|                            | Lib Dem                                   | Lorraine Johnson           | 1 870                   | 3,55                    |
|                            | Verdi                                     | Marten Kats                | 917                     | 1,74                    |
|                            |                                           |                            |                         |                         |
| Iscritti                   | Iscritti                                  | Iscritti                   | 76 387                  | 100,00                  |
| ↳ Votanti (% su iscritti)  | ↳ Votanti (% su iscritti)                 | ↳ Votanti (% su iscritti)  | 52 631                  | 68,90                   |
| ↳ Astenuti (% su iscritti) | ↳ Astenuti (% su iscritti)                | ↳ Astenuti (% su iscritti) | 23 756                  | 31,10                   |
|                            |                                           |                            |                         |                         |
|                            | Esito: collegio confermato a Conservatore |                            |                         |                         |

| Partito                    | Partito                                   | Candidato                  | Risultati 7 maggio 2015 | Risultati 7 maggio 2015 |
| Partito                    | Partito                                   | Candidato                  | Voti                    | %                       |
| -------------------------- | ----------------------------------------- | -------------------------- | ----------------------- | ----------------------- |
|                            | Conservatore                              | Heather Wheeler            | 25 066                  | 49,38                   |
|                            | Laburista                                 | Cheryl Pidgeon             | 13 595                  | 26,78                   |
|                            | UKIP                                      | Alan Graves                | 8 998                   | 17,73                   |
|                            | Lib Dem                                   | Lorraine Johnson           | 1 887                   | 3,72                    |
|                            | Verdi                                     | Marianne Bamkin            | 1 216                   | 2,40                    |
|                            |                                           |                            |                         |                         |
| Iscritti                   | Iscritti                                  | Iscritti                   | 74 431                  | 100,00                  |
| ↳ Votanti (% su iscritti)  | ↳ Votanti (% su iscritti)                 | ↳ Votanti (% su iscritti)  | 50 762                  | 68,20                   |
| ↳ Astenuti (% su iscritti) | ↳ Astenuti (% su iscritti)                | ↳ Astenuti (% su iscritti) | 23 669                  | 31,80                   |
|                            |                                           |                            |                         |                         |
|                            | Esito: collegio confermato a Conservatore |                            |                         |                         |

| Partito                    | Partito                                           | Candidato                  | Risultati 6 maggio 2010 | Risultati 6 maggio 2010 |
| Partito                    | Partito                                           | Candidato                  | Voti                    | %                       |
| -------------------------- | ------------------------------------------------- | -------------------------- | ----------------------- | ----------------------- |
|                            | Conservatore                                      | Heather Wheeler            | 22 935                  | 45,49                   |
|                            | Laburista                                         | Michael Edwards            | 15 807                  | 31,35                   |
|                            | Lib Dem                                           | Alexis Diouf               | 8 012                   | 15,89                   |
|                            | BNP                                               | Peter Jarvis               | 2 193                   | 4,35                    |
|                            | UKIP                                              | Charles Swabey             | 1 206                   | 2,39                    |
|                            | Laburista Socialista                              | Paul Liversuch             | 266                     | 0,53                    |
|                            |                                                   |                            |                         |                         |
| Iscritti                   | Iscritti                                          | Iscritti                   | 70 614                  | 100,00                  |
| ↳ Votanti (% su iscritti)  | ↳ Votanti (% su iscritti)                         | ↳ Votanti (% su iscritti)  | 50 419                  | 71,40                   |
| ↳ Astenuti (% su iscritti) | ↳ Astenuti (% su iscritti)                        | ↳ Astenuti (% su iscritti) | 20 195                  | 28,60                   |
|                            |                                                   |                            |                         |                         |
|                            | Esito: collegio passa da Laburista a Conservatore |                            |                         |                         |

### Elezioni negli anni 2000
| Partito                    | Partito                                | Candidato                  | Risultati 5 maggio 2005 | Risultati 5 maggio 2005 |
| Partito                    | Partito                                | Candidato                  | Voti                    | %                       |
| -------------------------- | -------------------------------------- | -------------------------- | ----------------------- | ----------------------- |
|                            | Laburista                              | Mark Todd                  | 24 823                  | 44,47                   |
|                            | Conservatore                           | Simon Spencer              | 20 328                  | 36,42                   |
|                            | Lib Dem                                | Deborah Newton-Cook        | 7 600                   | 13,62                   |
|                            | BNP                                    | David Joines               | 1 797                   | 3,22                    |
|                            | Veritas                                | Edward Spalton             | 1 272                   | 2,28                    |
|                            |                                        |                            |                         |                         |
| Iscritti                   | Iscritti                               | Iscritti                   | 75 091                  | 100,00                  |
| ↳ Votanti (% su iscritti)  | ↳ Votanti (% su iscritti)              | ↳ Votanti (% su iscritti)  | 55 820                  | 74,34                   |
| ↳ Astenuti (% su iscritti) | ↳ Astenuti (% su iscritti)             | ↳ Astenuti (% su iscritti) | 19 271                  | 25,66                   |
|                            |                                        |                            |                         |                         |
|                            | Esito: collegio confermato a Laburista |                            |                         |                         |

| Partito                    | Partito                                | Candidato                  | Risultati 7 giugno 2001 | Risultati 7 giugno 2001 |
| Partito                    | Partito                                | Candidato                  | Voti                    | %                       |
| -------------------------- | -------------------------------------- | -------------------------- | ----------------------- | ----------------------- |
|                            | Laburista                              | Mark Todd                  | 26 338                  | 50,70                   |
|                            | Conservatore                           | James Hakewill             | 18 487                  | 35,59                   |
|                            | Lib Dem                                | Russell Eagling            | 5 233                   | 10,07                   |
|                            | BNP                                    | John Blunt                 | 1 074                   | 2,07                    |
|                            | Laburista Socialista                   | Paul Liversuch             | 564                     | 1,09                    |
|                            | Indipendente                           | James Taylor               | 249                     | 0,48                    |
|                            |                                        |                            |                         |                         |
| Iscritti                   | Iscritti                               | Iscritti                   | 81 037                  | 100,00                  |
| ↳ Votanti (% su iscritti)  | ↳ Votanti (% su iscritti)              | ↳ Votanti (% su iscritti)  | 51 945                  | 64,10                   |
| ↳ Astenuti (% su iscritti) | ↳ Astenuti (% su iscritti)             | ↳ Astenuti (% su iscritti) | 29 092                  | 35,90                   |
|                            |                                        |                            |                         |                         |
|                            | Esito: collegio confermato a Laburista |                            |                         |                         |

## Risultati dei referendum

### Referendum sulla permanenza del Regno Unito nell'Unione europea del 2016
|             | Collegio         | Lasciare UE % | Rimanere in UE % |
| ----------- | ---------------- | ------------- | ---------------- |
|             | South Derbyshire | 60,3%         | 39,7%            |
| Inghilterra | 53,3%            | 46,7%         |                  |
| Regno Unito | 51,9%            | 48,1%         |                  |